# Henrik Zetterberg
Henrik Zetterberg (ur. 9 października 1980 w Njurundzie) – szwedzki hokeista, reprezentant Szwecji, czterokrotny olimpijczyk. Członek Triple Gold Club.

## Kariera
- Timrå IK (1997-2002)
- Detroit Red Wings (2002-2004)
- Timrå IK (2004-2005)
- Detroit Red Wings (2005-2018)
  -  EV Zug (2012)

Wychowanek Njurunda SK. Został wybrany w 1999 roku w siódmej rundzie draftu z 210 miejsca przez Detroit Red Wings ze szwedzkiego klubu Timrå IK. Podczas lockoutu występował w szwedzkiej lidze w klubie Timrå IK. Zetterberg jest reprezentantem swojego kraju. Na Mistrzostwach Świata zdobył brązowy medal w 2001 i 2002 roku, srebrny w 2003 oraz złoty w 2006. Na Igrzyskach olimpijskich w Turynie zdobył złoty medal. Zdobywał również wiele nagród jak na przykład: w 2002 roku zdobył nagrodę Vikinga dla najlepszego szweda w NHL oraz nagrodę Guldpucken dla najlepszego szwedzkiego zawodnika Elitserien.
28 stycznia 2009 Zetterberg przedłużył kontrakt z Detroit Red Wings na 12 lat opiewający na sumę 72 milionów dolarów. Od października 2012 roku na okres lokautu w sezonie NHL (2012/2013) związany kontraktem ze szwajcarskim klubem EV Zug. Od tego sezonu NHL był kapitanem Detroit Red Wings. We wrześniu 2018 jego menedżer ogłosił zakończenie kariery zawodnika.
Uczestniczył w turniejach mistrzostw świata 2001, 2002, 2003, 2005, 2006, 2012 oraz zimowych igrzysk olimpijskich 2002, 2006, 2010, 2014 oraz Pucharu Świata 2004. Na ZIO 2014 był nominalnym kapitanem, rozegrał mecz inauguracyjny, po którym wskutek kontuzji pleców zakończył udział w turnieju.

## Osiągnięcia

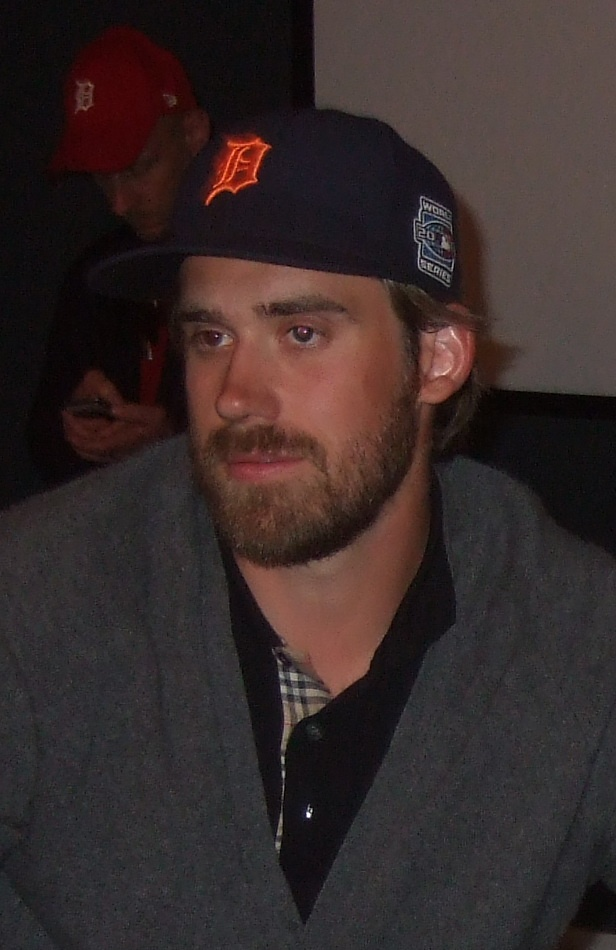
Henrik Zetterberg (2008)

Reprezentacyjne
- Złoty medal zimowych igrzysk olimpijskich: 2006
- Brązowy medal mistrzostw świata: 2001, 2002
- Srebrny medal mistrzostw świata: 2003
- Złoty medal mistrzostw świata: 2006
- Srebrny medal zimowych igrzysk olimpijskich: 2014

Klubowe
- Puchar Stanleya: 2008 z Detroit Red Wings

Indywidualne
- Elitserien 2000/2001:
  - Najlepszy pierwszoroczniak sezonu Elitserien
- Elitserien 2001/2002:
  - Guldpucken dla najlepszego zawodnika sezonu
  - Skład gwiazd
- NHL (2002/2003):
  - NHL All-Rookie Team
- Elitserien 2004/2005:
  - Skład gwiazd
  - Skyttetrofén – pierwsze miejsce w klasyfikacji kanadyjskiej w sezonie zasadniczym: 50 punktów
- NHL (2006/2007):
  - Viking Award - nagroda dla najlepszego szwedzkiego zawodnika w lidze NHL
  - Pierwsze miejsce w klasyfikacji zwycięskich goli: 10 goli
- NHL (2007/2008):
  - NHL Second All-Star Team
  - Viking Award - nagroda dla najlepszego szwedzkiego zawodnika w lidze NHL
  - Pierwsze miejsce w klasyfikacji strzelców w fazie play-off: 13 goli
  - Pierwsze miejsce w klasyfikacji punktacji kanadyjskiej w fazie play-off: 27  goli
  - Decydujący gol w ostatnim meczu finałów
  - Conn Smythe Trophy
- Mistrzostwa Świata w Hokeju na Lodzie 2012/Elita:
  - Jeden z trzech najlepszych zawodników reprezentacji
  - Skład gwiazd turnieju wybrany w głosowaniu dziennikarzy
  - Pierwsze miejsce w klasyfikacji asystentów turnieju: 12 asyst
  - Trzecie miejsce w klasyfikacji punktacji kanadyjskiej: 15 punktów
- NHL (2012/2013):
  - NHL Foundation Player Award
  - Viking Award - nagroda dla najlepszego szwedzkiego zawodnika w lidze NHL
- NHL (2014/2015):
  - King Clancy Memorial Trophy

Wyróżnienia
- Jego były numer 20 został zastrzeżony przez macierzysty klub Timrå IK dla zawodników drużyny.
- Triple Gold Club: 2008
- Galeria Sławy IIHF: 2023[3]